# Thorsteinn Kuggason
Thorsteinn Kuggason (nórdico antiguo: Þorstein Kuggason, 980 – 1027) fue un caudillo vikingo e influyente goði de Vatnsdalur, Islandia a finales del siglo X y principios del XI. Tenía su hacienda en Ljarskogar, distrito de Hvammr, hijo de Thorkell kuggi Thordsson, nieto de Þórðr Óleifsson y bisnieto de Olaf Feilan. Aparece en diversas sagas nórdicas como personaje secundario, entre las más importantes la saga de Grettir que le mencionan como un gran guerrero, la saga de Laxdœla y saga de los Fóstbrœðra que cita a Thorsteinn y Ásmundur Þorgrímsson como temidos y respetados vikingos. A Thorsteinn le unía una gran amistad con Snorri Goði. Fue un personaje que tuvo su propia relato, Þorsteins saga Kuggasonar, hoy perdido.
La figura de Thorsteinn es especialmente interesante para los estudios antropológicos relacionados con las deudas de sangre y wergelds en las sociedades nórdicas, en particular por el pacto entre su amigo Björn Arngeirsson y él mismo cuando ambos deciden que a la muerte de cualquiera de los dos la otra parte podría solicitar una compensación, aún no existiendo vínculo de sangre, hecho que aparece en la saga de Bjarnar Hítdœlakappa; y los difíciles encajes cuando las muertes implicaban a diversos vínculos familiares, como aparece en la saga de Grettir, donde es tercer primo del acusado y hermanastro del difunto.
Los anales citan su muerte en 1027 aunque ninguna de las sagas menciona como fue asesinado.